# Protección civil
La protección civil o defensa civil es un conjunto de actividades que, con apoyo gubernamental, está en la mayoría de los países que tienen como objetivo apoyar a las poblaciones que habitan en zonas vulnerables para hacer frente a los desastres naturales o de carácter antrópico. También es un conjunto de personas representativas de una comunidad que desarrollan y ejecutan actividades de protección civil o defensa civil en un determinado lugar, orientando las acciones a proteger la integridad física de la población y su patrimonio, ante los efectos de los fenómenos naturales o tecnológicos que generan siniestros.
Los organismos que regulan la protección civil suelen, además, definir una forma de participación ciudadana por la que se tenga a un grupo de personas preparadas para actuar ante catástrofes, en apoyo a los servicios de emergencias asalariados, y que sirvan como responsables en la organización de la ayuda ciudadana. En España estos colectivos se estructuran como Agrupaciones Municipales de Voluntarios de Protección Civil, gestionadas por los respectivos ayuntamientos.

## Historia
La protección civil o defensa civil se creó el 12 de agosto de 1949, en el protocolo adicional al Tratado de Ginebra «Protección a las víctimas de los conflictos armados internacionales», disposiciones otorgadas para complementar el trabajo de la Cruz Roja. 
El 8 de junio de 1977, se adoptó, en Ginebra el Protocolo Adicional a los Convenios de Ginebra del 12 de agosto de 1949 relativo a la Protección de las Víctimas de los Conflictos Armados Internacionales (Protocolo I).
El citado Protocolo fue aprobado por la Cámara de Senadores del H. Congreso de la Unión, el día 21 de diciembre de 1982, según Decreto publicado en el Diario Oficial de la Federación el día 24 de enero de 1983, y promulgado el día 22 de diciembre de 1983.
El emblema internacional de Protección Civil se encuentra estipulado en el artículo n.º 66 de dicho Protocolo, y dice:

Art. 66.- “El signo distintivo internacional de protección civil consiste en un triángulo equilátero azul sobre fondo color naranja, cuando se utilice para la protección de los organismos de protección civil, de su personal, sus edificios y su material o para la protección de refugios civiles”.

## Símbolo

Símbolo distintivo internacional de protección/defensa civil, definido por las normas del derecho internacional humanitario y para ser utilizado como signo de protección.

En el año 1949, justo cuando la Liga de sociedades de la Cruz Roja y Media Luna Roja (actualmente Federación Internacional de Sociedades de la Cruz Roja y de la Media Luna Roja), debatía por la implementación de las tareas de protección civil, a través de un cuerpo de carácter civil y ya contemplado en el postulado básico de la misma, se lanza una convocatoria para buscar un distintivo que permitiera el reconocimiento de esta disciplina a nivel mundial.
Muchas naciones participan y es la de Israel la que gana con el símbolo de la Estrella de David enmarcada en un círculo de color anaranjado dentro de un cuadrado de color amarillo. Como no cumplía con el requisito de representar a un organismo neutral, apolítico y laico, sufre algunas modificaciones.

## Campo de acción
La protección civil o defensa civil actúa en todos los estadios de la gestión integral de riesgo:
- En la prevención, a largo plazo, a medio plazo y a corto plazo.
- Es la encargada de declarar la alerta, la emergencia.
- Coordina las acciones que están destinadas a mitigar las situaciones de emergencia.
- Participa en los programas de reconstrucción, una vez pasada la situación de emergencia.

## Voluntarios

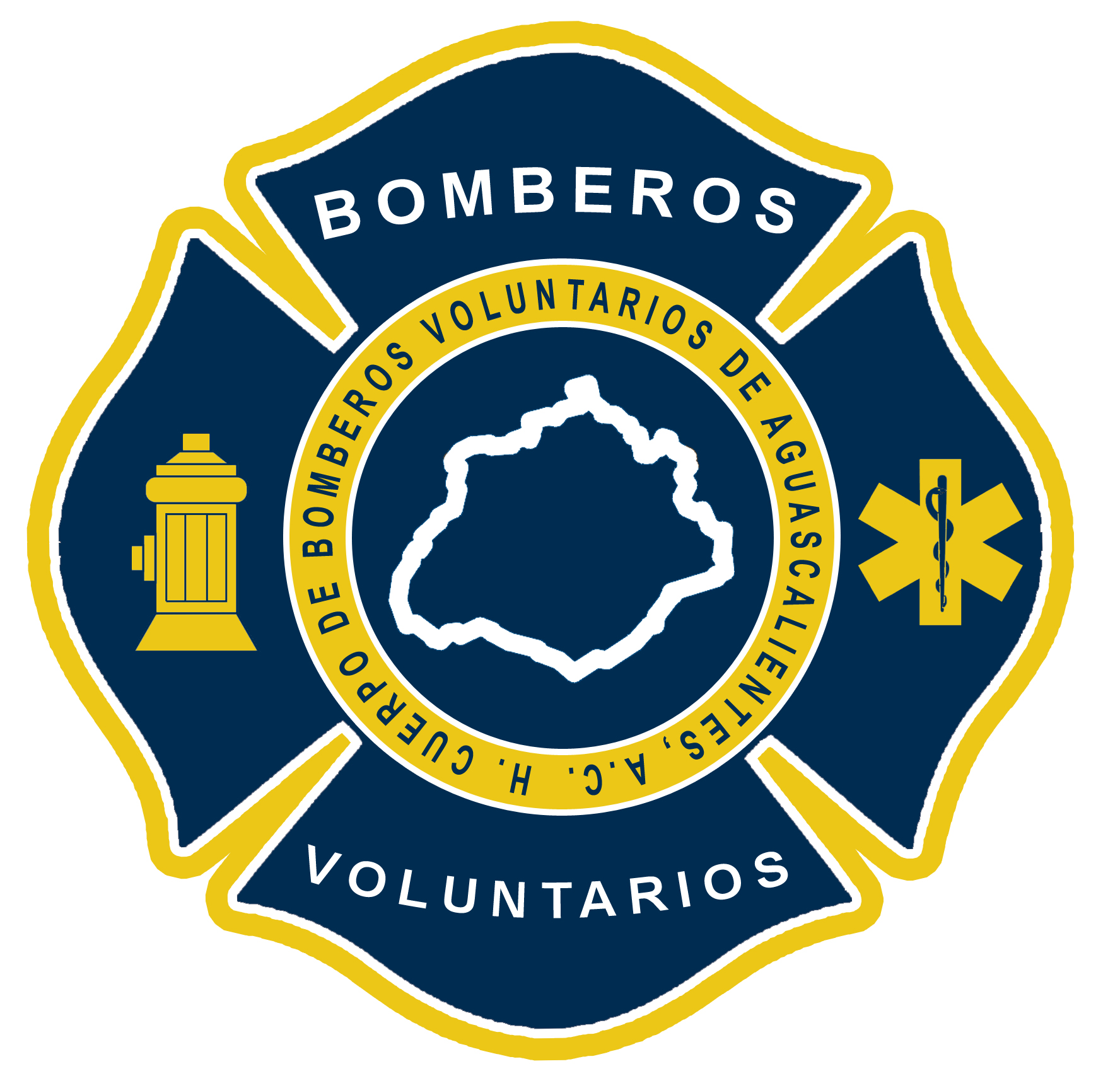
Emblema del H. Cuerpo de Bomberos Voluntarios de Aguascalientes, México.

Pueden formar parte de una agrupación o asociación de Protección Civil o Defensa Civil todas aquellas personas que estén dispuestos a colaborar en las actividades propias de los servicios de Protección Civil o Defensa Civil.
La relación que tienen los voluntarios con el municipio se entiende que es gratuita y desinteresada, aun así el voluntario tiene derecho a estar asegurado contra los posibles riesgos.
Los menores de edad, bajo el consentimiento de sus tutores legales, podrán participar en actividades formativas de protección civil, creando dentro de la agrupación una sección juvenil, pero nunca podrán participar en los preventivos u operativos que se desarrollen (incendios, intervenciones sanitarias...)

#### Agrupaciones Locales de Voluntarios
Son organismos locales formados en exclusiva por voluntarios y supervisados por personal del Ayuntamiento, normalmente técnicos de Protección Civil, las funciones de las agrupaciones de voluntarios son las siguiente

#### Asociaciones de Voluntarios
Similares a las agrupaciones (también están formadas por voluntarios/obligados en muchas ocasiones) son organizaciones no gubernamentales, no dependen de los ayuntamientos y suelen tener convenios de colaboración con las administraciones municipales, provinciales o autonómicas para realizar las mismas funciones que las Agrupaciones.

#### Red Nacional de Radio de Emergencia
La Red Nacional de Radio de Emergencia (REMER) es una red de ámbito estatal, alternativa y complementaria a otras redes de comunicaciones utilizadas por la Dirección General de Protección Civil y Emergencias del Ministerio del Interior. Está integrada por radioaficionados españoles y extranjeros acreditados y residentes en España, los cuales utilizan sus propios medios de radiocomunicaciones para el cumplimiento de las misiones encomendadas por dicha Dirección General, a la que están vinculados de manera voluntaria y altruista en calidad de colaboradores permanentes, y a cuyas normas e instrucciones se atienen. Con ello, REMER mantiene una estructura permanente y jerarquizada, con cobertura en todo el territorio nacional, lo que le permite garantizar la necesaria celeridad y eficacia en su actuación en aquellos casos en los que sea requerida.
REMER fue creada en 1986 (si bien el encuadramiento voluntario de radioaficionados ya se venía haciendo con anterioridad) pero los cambios producidos desde entonces, así como la experiencia acumulada en sus años de funcionamiento, aconsejaron su adecuación y transformación en el año 2018 con el fin de mejorar su eficacia y encuadre en el Sistema Nacional de Protección Civil.

## Profesionales

### Técnicos de Protección Civil o Defensa Civil
Están ubicados en servicios municipales, autonómicos y estatales dependiendo del ámbito administrativo de competencia, el ámbito municipal viene reflejado por la Ley de Bases de Régimen Local (LRBL) en su artículo 25.c en el que da las competencias a los ayuntamientos en materia de Protección Civil de más de 20.000 habitantes como apostilla el art.29. Y a las Diputaciones Provinciales y Cabildos Insulares en los de menos de 20.000 habitantes. Esto unido a que los ayuntamientos por Norma Básica de Autoprotección 393/2007 dice que los ayuntamientos deben visar los planes de autoprotección e inspeccionar el grado de implantación de los existentes y que además esto conlleva que con más de 20.000 habitantes deben tener un plan de emergencia territorial. Además de coordinar los planes de emergencia cuando son activados la figura de los técnicos de Protección Civil realizan numerosas funciones técnicas teniendo la consideración de autoridad en el ejercicio de sus funciones.
No confundir con jefe de agrupaciones de voluntarios o con agrupaciones de voluntarios de Protección Civil, esta es una actividad no profesional, voluntaria y altruista que nada tiene que ver con la figura del técnico ni con un servicio de Protección Civil.

### Unidades de Apoyo ante Desastres (UAD)
Las Unidades de Apoyo ante Desastres (UAD) eran grupos de profesionales adecuadamente organizados y equipados, para realizar, de forma voluntaria y altruista, determinadas actividades de protección a personas afectadas por catástrofes, tanto en territorio español, como fuera del mismo.
Las Unidades de Apoyo ante Desastres (UAD) constituyeron una línea estratégica de la política española en materia de protección civil, pero no eran una iniciativa aislada sino que respondían asimismo a proyectos en marcha en el contexto internacional, tanto a nivel de la Oficina de las Naciones Unidas Para la Coordinación de Asuntos Humanitarios OCHA, como de la Unión Europea (Mecanismo Europeo de Coordinación de Protección Civil en Emergencias).
Fueron suprimidas por el Real Decreto 701/2013, de 20 de septiembre, de racionalización del sector público (art. 2), pues dejaron de tener sentido "debido a la creación de la Unidad Militar de Emergencias, así como por el desarrollo de los módulos de intervención de la Unión Europea ante desastres internacionales y de los homologados por las Naciones Unidas para búsqueda y salvamento en zonas urbanas" por existir duplicidad parcial entre las funciones de estas Unidades y la Unidad Militar de Emergencias (UME) como medio sustancial de apoyo estatal según recogía el informe de la Comisión para la Reforma de las Administraciones Públicas (CORA).

## Por países

### Argentina

#### Buenos Aires
- Dirección General de Defensa Civil

### El Salvador
El Sistema Nacional de Protección Civil, Prevención y Mitigación de Desastres de El Salvador, comúnmente conocido como "Protección Civil", es una entidad del gobierno de El Salvador, creada para prevenir y mitigar los desastres y para coordinar esfuerzos de rescate y reconstrucción.  La gestión diaria se lleva a cabo por la Dirección General de Protección Civil, Prevención y Mitigación de Desastres.
El Sistema Nacional de Protección Civil es una dependencia del Ministerio de Gobernación y Desarrollo Terriotorial, por lo que el Ministro del ramo es a su vez el Presidente de la Comisión Nacional de Protección Civil, Prevención y Mitigación de Desastres. El actual presidente de dicha comisión es Mario Durán.
Protección Civil forma parte de una red centroamericana de agencias gubernamentales de emergencia conocida como el Centro de Coordinación para la Prevención de los Desastres Naturales en Centroamérica, (CEPREDENAC), creada en 1993 en el contexto del Sistema de la Integración Centroamericana (SICA).
El Sistema de Protección Civil es el encargado en El Salvador de decretar estados de alerta en casos de amenazas de desastres naturales, las cuales podrán ser generalizadas en todo el territorio o focalizadas en ciertos departamentos o municipios del país. La escala de las alertas son:
- Verde: Atención ante posible amenaza.
- Naranja: Precaución por posible amenaza.
- Amarilla: Preparación ante posible amenaza.
- Roja: Acción por peligro inminente.

### Unión Europea
Comisión Europea
- Dirección General de Protección Civil y Ayuda Humanitaria
- Civil Protection & Environmental Emergencies
- Acción de la UE en materia de protección civil

La Dirección General de Protección Civil y Operaciones de Ayuda Humanitaria Europeas (acrónimo DG ECHO, por sus siglas en inglés), anteriormente "Agencia Europea de Ayuda Humanitaria", y denominado también EU Aid, es un departamento de la Comisión Europea encargado de la protección civil en la Unión y la ayuda humanitaria en el extranjero. Su propósito es preservar y salvar vidas, prevenir el sufrimiento humano, aliviarlo cuando se produce y salvaguardar la integridad y la dignidad de poblaciones afectadas por desastres naturales y crisis causadas por el hombre (guerras por ejemplo). No debe confundirse con la ayuda al desarrollo. Desde septiembre de 2019, Janez Lenarčič es el comisario de Gestión de Crisis.
El presupuesto de la UE del departamento programado en el marco financiero plurianual (MFP) 2021-2027 asciende a un total de 9.760 millones de euros para todo el período de siete años. Para 2021, la Comisión Europea ha adoptado su presupuesto humanitario inicial de 1.400 millones de euros.
La Unión Europea ha sido el segundo mayor donante de ayuda humanitaria desde del 2000. Si se la considera conjuntamente con sus Estados miembros (cada uno de los cuales realiza sus propias donaciones), es el mayor donante mundial de ayuda humanitaria: en 2009 proporcionó más del 50 % del total mundial. Los proyectos financiados por la DG ECHO afectan a más de 120 millones de personas en 80 países anualmente.
Para sus intervenciones humanitarias, la ECHO no pone ella misma en práctica programas de asistencia, sino que financia las operaciones de unos 200 socios (organizaciones no gubernamentales, agencias de la ONU y organizaciones internacionales como la Cruz Roja). DG ECHO dispone actualmente de una red de unas 500 oficinas en 40 países, con alrededor de 450 expertos humanitarios internacionales y empleados nacionales. Estas oficinas proporcionan un análisis actual de las necesidades existentes y pronosticadas en un determinado país o región, contribuyen al desarrollo de estrategias de intervención y desarrollo de políticas, proporcionan apoyo técnico a las operaciones financiadas por la ECHO, aseguran el control de estas intervenciones y facilitan la coordinación de los donantes en las zonas afectadas.

### España
En España, la acción permanente de los poderes públicos, en materia de protección civil, se orienta al estudio y prevención de las situaciones de grave riesgo, catástrofe o calamidad pública y a la protección y socorro de personas y bienes en los casos en que dichas situaciones se produzcan.
La protección civil es un servicio público en cuya organización, funcionamiento y ejecución participan las diferentes Administraciones Públicas, así como los ciudadanos mediante el cumplimiento de los correspondientes deberes y la prestación de su colaboración voluntaria.

### Perú
El Instituto Nacional de Defensa Civil (Indeci) es un organismo público dependiente del Ministerio de Defensa del Perú. Creado por el Gobierno Revolucionario de las Fuerzas Armada el 29 de marzo de 1972, mediante el Decreto ley n.º 19338, fue conocido inicialmente como Sistema Nacional de Defensa Civil (Sinadeci). La creación de este organismo fue una respuesta directa al devastador terremoto de Ancash de 1970. La misión del Indeci es garantizar una respuesta óptima de la sociedad ante los desastres naturales. Para ello, coordina con diversas entidades la atención de las emergencias, la supervisión de la atención de las personas afectadas y la rehabilitación de las zonas afectadas. 
El artículo 13 de la Ley n.º 29664 define al Indeci como una entidad pública ejecutora con personería presupuestal. Su principal responsabilidad es coordinar, facilitar y supervisar la formulación e implementación de la Política Nacional y el Plan Nacional de Gestión del Riesgo de Desastres. Esto incluye los procesos de preparación, respuesta y rehabilitación. 

### México
La Ley General de Protección Civil publicada en el Diario Oficial de la Federación el 12 de mayo del año 2000, define a la Protección Civil como: “Conjunto de disposiciones, medidas y acciones destinadas a la prevención, auxilio y recuperación de la población ante la eventualidad de un desastre”.
Debido a los daños causados por el sismo del 19 de septiembre de 1985, surgieron en México diversas iniciativas para crear un organismo especializado que estudiara los aspectos técnicos de la prevención de desastres; el gobierno federal decidió establecer en México el Sistema Nacional de Protección Civil, (SINAPROC) dotándolo de una institución que proporcionara el apoyo técnico a las diferentes estructuras operativas que lo integran.
Para su creación se contó con el apoyo económico y técnico del Gobierno de Japón, quien contribuyó en la construcción y el equipamiento de las instalaciones; de igual forma proporcionó capacitación a los especialistas nacionales, a fin de mejorar los conocimientos y la organización en lo relativo a los desastres sísmicos.
Simultáneamente, la Universidad Nacional Autónoma de México aportó el terreno en que se construiría dicha institución, proporcionó al personal académico y técnico especializado, e impulsó decididamente los estudios relacionados con la reducción de desastres en el país.
Como resultado de estas tres importantes iniciativas, el 19 de septiembre de 1988 se determina la creación del Centro Nacional de Prevención de Desastres (CENAPRED); teniendo el carácter de un organismo administrativo desconcentrado y jerárquicamente subordinado a la Secretaría de Gobernación, quien aporta la estructura organizacional y provee los recursos para su operación. El CENAPRED fue inaugurado el 11 de mayo de 1990.
La profesionalización en materia de Protección Civil está dando sus primeros pasos con la creación de la Escuela Nacional de Protección Civil (ENAPROC) adscrita al Centro Nacional de Prevención de Desastres (CENAPRED). La ENAPROC lanzó en el 2014 su primera convocatoria para el Técnico Básico en Gestión Integral de Riesgos con duración de seis bimestres.
El auge de la cultura de la Protección Civil demanda cada vez más profesionales y la ENAPROC no es la única institución de validez oficial que forma estos profesionales, el Colegio Latinoamericano de Educación Avanzada, con sede en la ciudad de Aguascalientes, Aguascalientes, imparte la Licenciatura en Protección Civil, y la Universidad Tecnológicas de Aguascalientes, Ciudad Juárez, la de Izucar de Matamoros y la del Valle de Toluca han lanzado la Licenciatura en Protección Civil y Emergencias o Emergencias Médicas, así como la Universidad de Guadalajara la Licenciatura en Seguridad Laboral, Protección Civil y Emergencias.
La ENAPROC y la Universidad Tecnológica de Aguascalientes trabajaron en conjunto en el año 2014 para llevar a sus estudiantes egresados y personal docente los tres niveles del programa de Formación de Instructores en Protección Civil (FORIN-PC).

### Venezuela
Marco legal:
- Constitución del país de Venezuela
- Gaceta oficial 5.453 Fecha: 24 del mes de marzo del 2000.
- En el númeral número 4 del artículo número: 332 de la norma de la Constitución.
- Protección Civil de Venezuela.
- Gaceta oficial Número: 5557. Fecha : 13 del mes de noviembre del año 2001.

### Alemania
- Bundesamt für Bevölkerungsschutz und Katastrophenhilfe (BBK) Archivado el 6 de agosto de 2020 en Wayback Machine.

### Austria
- Oberösterreichischer Zivilschutzverband

### Brasil
- Defesa Civil de São Paulo, Brasil Archivado el 2 de septiembre de 2006 en Wayback Machine.
- Para la naciente Protección civil de Brasil ver SAMU 192 do Brazil.

### Chile
- Defensa Civil de Chile
- Oficina Nacional de Emergencia
- ONG Red Nacional de Emergencia

Para la Protección Civil Sanitaria naciente ver los SAMU de Chile y el Ministerio de la Salud 

### Colombia
- Defensa Civil Colombiana
- Defensa Civil Duitama

### Ecuador
- Secretaría de Gestión de Riesgos

### Francia
En Francia la Protección Civil se llama Sécurité Civile. La naciente Protección Civil Sanitaria está basada en la red de los SAMU 15 franceses y los Planes Blancos de los Hospitales.
- Federation Nationale de Protection Civile, Francia

### Irlanda
- Civil Defense Ireland

### Italia
- Dipartimento Della Protezione Civile, Italia

### Luxemburgo
- Ministère de l'intérieure

### México
- Primer diario digital mexicano especializado en Protección civil.
- Web oficial del Colegio Mexicano de Rescatistas A.C., México. Archivado el 2 de diciembre de 2020 en Wayback Machine.
- Web oficial sobre Protección Civil de la Secretaría de Gobernación, México.
- Sitio web sobre Protección Civil de la Coordinación Nacional de Protección Civil, México.
- Protección Civil - Municipio de Zacatecas, México.
- Portal de la Asociación Nacional de Protección Civil de México.
- Web oficial sobre Protección Civil del Estado de Tamaulipas, México.
- Web oficial sobre Protección Civil del Estado de Coahuila, México.
- Web oficial sobre Protección Civil del Estado de Chiapas, México.

### Panamá
- Sistema Nacional de Protección Civil Panamá

### Portugal
- Autoridade Nacional de Protecção Civil, Portugal

Para la naciente Protección Civil Sanitaria ver los portales del Ministerio de la Salud, del INEM y sured de SAMU llamados allí CODU.

### El Salvador
- Dirección General Protección Civil de El Salvador

### Venezuela
- Protección Civil y Administración de Desastres